# Bonneville-Flut

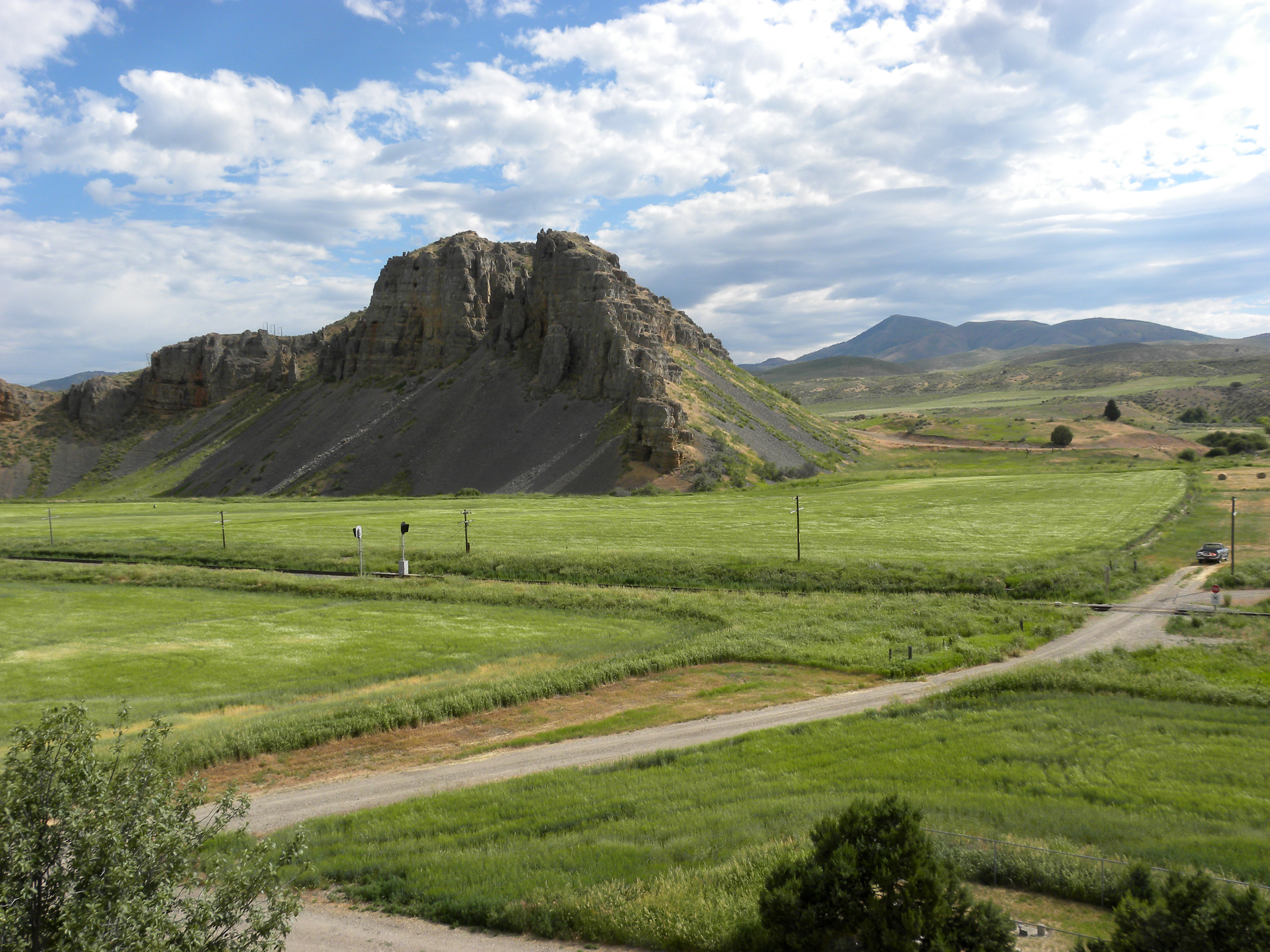
Red Rock Pass im Bannock County, Idaho, Ort des Dammbruchs des Lake Bonneville

Die Bonneville-Flut war ein katastrophales Hochwasserereignis während der letzten Eiszeit vor etwa 14.500 Jahren. Dabei brach beim Red Rock Pass im Südosten von Idaho der natürliche Staudamm des prähistorischen Lake Bonneville, eines Vorläufersees des heutigen Großen Salzsees in Utah. Durch den Dammbruch überschwemmten große Mengen Wasser Teile des südlichen Idaho und des östlichen Washington. Die Flut drang in den Snake River ein und überflutete die Ufer, spülte tiefe Kanäle und ließ ausgedehnte hohe Sand- und Kiesrippel sowie Felsbrocken zurück. Die Flutwelle hielt mehrere Wochen an und erreichte am Ort des heutigen Brownlee-Damm im Hells Canyon in der Nähe von Homestead in Oregon noch eine Höhe von etwa 125 Metern. Die Bonneville-Flut zählt zu den größten Flutkatastrophen der bekannten geologischen Geschichte.

## Forschungsgeschichte

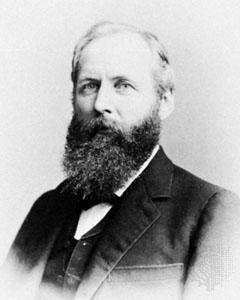
Grove Karl Gilbert (1891)

Grove Karl Gilbert, ein US-amerikanischer Geologe, untersuchte ab 1872 den Lake Bonneville. Er benannte den See nach Benjamin Bonneville (1796–1878), einem Offizier der United States Army und Pelzjäger, der in den 1830er Jahren unter anderem das Große Becken, den Snake River entlang des Hells Canyon, die Wallowa Mountains und die Gegend des oberen Bear River erkundet hatte.
Nach Gilbert bedingte der Zufluss des Bear Rivers den Überlauf des Lake Bonneville am Red Rock Pass. Der Schwemmkegel bestand aus schlecht verfestigtem, stark verwittertem Geröll und Schlamm. Der Überlauf trug etwa 114 Meter Geröll ab, bevor er auf Grundgestein stieß, auf dem der See mit der sogenannten Provo-Uferlinie ruhte. Gilbert schätzte, dass etwa 2000 Kubikkilometer Wasser aus dem See ausströmten, und er ging davon aus, dass die Absenkung etwa 25 Jahre andauerte.
Der etwa 250 Kilometer breite See lag in der Basin and Range Province (deutsch: Becken- und Höhenzüge-Region). Jeder dieser Höhenzüge ragte wie eine Insel aus dem See heraus, und jeder war von derselben Abfolge von Küstenlinien umgeben. Gilbert ermittelte die Höhe der verschiedenen Küstenlinien, wobei er feststellte, dass die Küstenlinien in der Mitte des ehemaligen Lake Bonneville höher lagen als die entsprechenden Küstenlinien an den Rändern. Er erklärte die höher liegenden Küstenlinien in der Mitte des Sees durch den Aufstieg des Beckenbodens aufgrund der Entfernung der Wasserlast durch die Bonneville-Flut. Eine Überprüfung der Daten von Gilbert mit Hilfe der Photogeologie und unter Nutzung der Geodäsie bestätigte, dass die Erde auf die Entlastung infolge der Bonneville-Flut isostatisch reagiert hat. Im mittleren Teil des Beckens hat sich die Erde um mindestens 64 Meter gegenüber dem südlichen Ende des Sees und dem ehemaligen nördlichen Auslass im Red Rock Pass angehoben.
Gilberts Arbeiten gerieten in Vergessenheit und wurden erst in den 1950er Jahren wieder durch Harold Edwin Malde (1923–2007) aufgenommen. Er fand Beweise dafür, dass die Wassermassen der Bonneville-Flut die Snake River Plains entlang des Laufs des Snake Rivers in wesentlich kürzerer Zeit als von Gilbert angenommen überschwemmten. Seine Untersuchung dieser Basaltebene zeigte ein System von Kanälen und Katarakten, das in Größe, Struktur und Zusammensetzung mit denen der Channeled Scablands vergleichbar war, die sich entlang der Route der Missoula-Fluten gebildet hatten, einer Reihe von katastrophalen Flutereignissen durch Eisdammbrüche.

## Flut

Karte des Nordwestens der Vereinigten Staaten während des Pleistozäns, rund 14.500 Jahre vor unserer Zeit

Der Lake Bonneville befand sich auf dem heutigen Becken des Großen Salzsees, war aber mit einer Fläche von etwa 52.000 Quadratkilometern und einer Tiefe von 300 Metern wesentlich größer als dieser. Es wird angenommen, dass während der letzten Eiszeit Lavaströme in der Nähe von Pocatello begannen, eine Barriere im Gem Valley im Südosten Idahos zu bilden und den Bear River durch den Lake Thatcher und dann durch die Schlucht von Oneida Narrows in den Lake Bonneville umzuleiten. Das Gem Valley hat seinen Namen von dem als Schmuckstein verwendeten Obsidian, einem natürlich vorkommenden vulkanischen Gesteinsglas, das dort häufig zu finden ist. Durch den Zustrom des Bear River erreichte der See vor etwa 14.500 Jahren mit 1552 Metern den höchsten Wasserstand seit seiner Entstehung.
Am Red Rock Pass, dem tiefsten Punkt am Rande des Bonneville-Sees, hatten sich Schwemmkegel der angrenzenden Bannock- und Portneuf-Gebirgszüge mit den Sedimenten des Tertiärs und dem Kalkstein des Kambriums verbunden. Ein Überlauf an dieser Stelle in Verbindung mit dem Abfluss von Wasser durch den Schwemmkies und durch Kanäle im Karst des Kalkgesteins kontrollierte für etwa 500 Jahre das sogenannte Bonneville-Level des Sees. Dieser Abfluss schuf möglicherweise die Voraussetzung für das letztendlich katastrophale Versagen des Schwemmkegels. Möglicherweise haben auch Erdbeben zum Dammbruch beigetragen.
Durch den Dammbruch strömten etwa 4750 Kubikkilometer Wasser aus dem See, der Wasserstand des Sees nahm um etwa 110 Meter ab. Dies führte zur größten bekannten Süßwasserflut der Erdgeschichte. Die Flut dauerte etwa acht Wochen an und folgte dem Lauf der heutigen Flüsse Marsh Creek, einem etwa 90 Kilometer langen Nebenfluss des Portneuf River, sowie dem Portneuf River selbst.
Danach erreichte die Flut die Snake River Plains bei Pocatello und strömte in den American Falls Lake. Die Flut hinterließ auf dem Grund des Sees große Mengen an Geröll. In der Nähe von Pocatello wies das Geröll einen Durchmesser von bis zu 2,5 Metern auf, 20 Kilometer weiter lagerte sich Geröll in Kiesgröße ab. Am American Falls Lake generierte die Flut ein System von Kanälen, die letztendlich auch dort zum Dammbruch führten und den See entwässerten, bevor sie etwa 750 Quadratkilometer entlang des Snake River zum Rupert Basin überschwemmten. Das meiste Wasser floss dann über einen Basaltkamm am Kopf des Snake River Canyons sowie einen Kanal im Hochland ab. Am Zusammenfluss der beiden Ströme, etwa 50 Kilometer stromabwärts bei Twin Falls, schuf die Flut einen Canyon von etwa 16 Kilometern Länge, einer Breite von 1,5 Kilometern und einer Tiefe von etwa 500 Metern.

## Flutmerkmale
Die Megaflut überströmte den Red Rock Pass mit einem maximalen Abfluss von etwa 1.000.000 Kubikmeter pro Sekunde. Stromabwärts im Snake River Canyon bei Sinker Creek betrug der Abfluss 935.000 Kubikmeter pro Sekunde und bei Lewiston, etwa 1100 Flusskilometer vom Red Rock Pass entfernt, war der maximale Abfluss auf etwa 0,57 bis 0,62 Millionen Kubikmeter pro Sekunde abgefallen. Die Geschwindigkeit der Flutwelle wird auf 80 bis 100 Kilometer pro Stunde geschätzt.
Entlang ihres Abflusses hinterließ die Bonneville-Flut eine Reihe von charakteristischen Flutmerkmalen wie Kolke, Sedimenttransport und hydraulische Sprünge, die eine Rekonstruktion und quantitative Bewertung vieler Aspekte der Flut ermöglichten.

### Melon Gravel

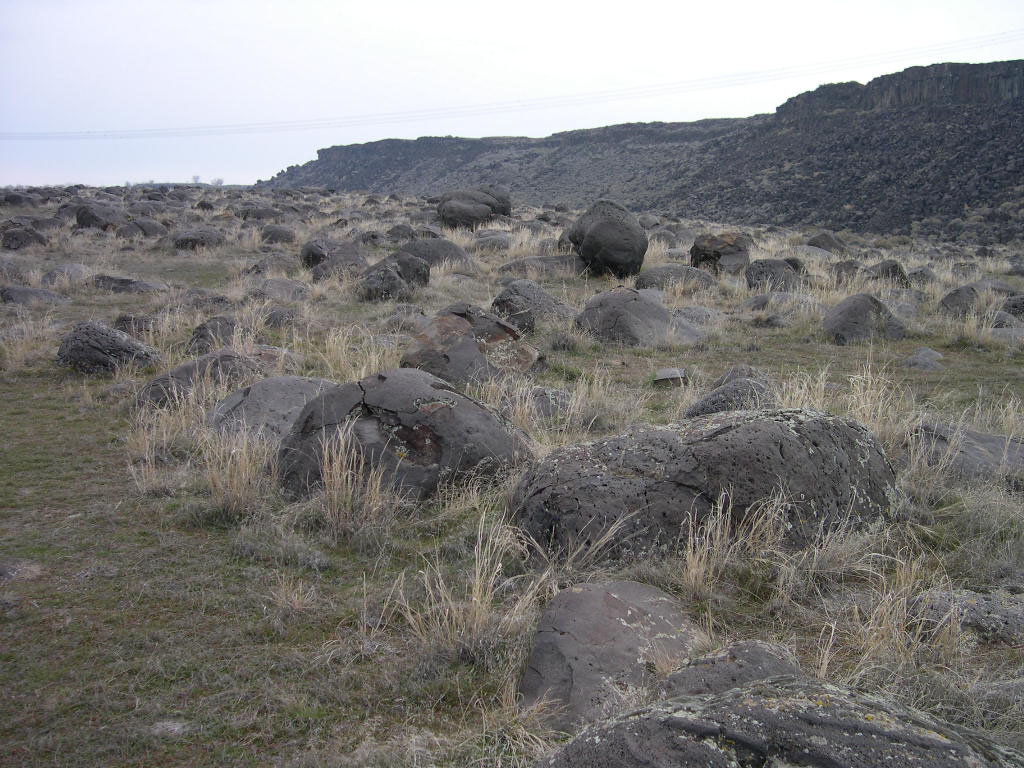
Melon Gravel im Celebration Park, Idaho

Im Celebration Park, einem archäologischen Park im Südwesten von Idaho, sind große Lager von sogenannten Melon Gravel (Melonengeröll) zu finden. Der Name wurde von Harold E. Malde und H. A. Powers geprägt, nachdem sie an einem Geröllfeld ein Schild sahen, auf dem das Geröll als Petrified Watermelons (versteinerte Wassermelonen) angeboten wurde. Beim Melon Gravel handelt es sich um große, abgerundete Basaltblöcke, die von der Bonneville-Flut mitgerissen und durch den Transport abgerundet wurden. Melon Gravel hat einen Durchmesser von etwa einem bis drei Metern.

### American Falls Lake
Der American Falls Lake lag nördlich des Lake Bonneville und entstand vor etwa 72.000 Jahren durch die partielle Blockade des Snake Rivers durch einen Lavastrom in der östlichen Snake River-Ebene. Der American Falls Lake war etwa zwischen 30 und 60 Metern tief. Im Laufe der Zeit hatte sich ein Abflusskanal im Basalt gebildet, der etwa 8 bis 15 Meter unter dem maximalen Stauniveau lag. Die Bonneville-Flut überflutete den See und bildete große Katarakte entlang des Abflusskanals und entwässerte letztendlich den See. Die zusätzlichen Wassermassen waren jedoch gering im Vergleich zum Abfluss aus dem Lake Bonneville.

### Shoshone Falls

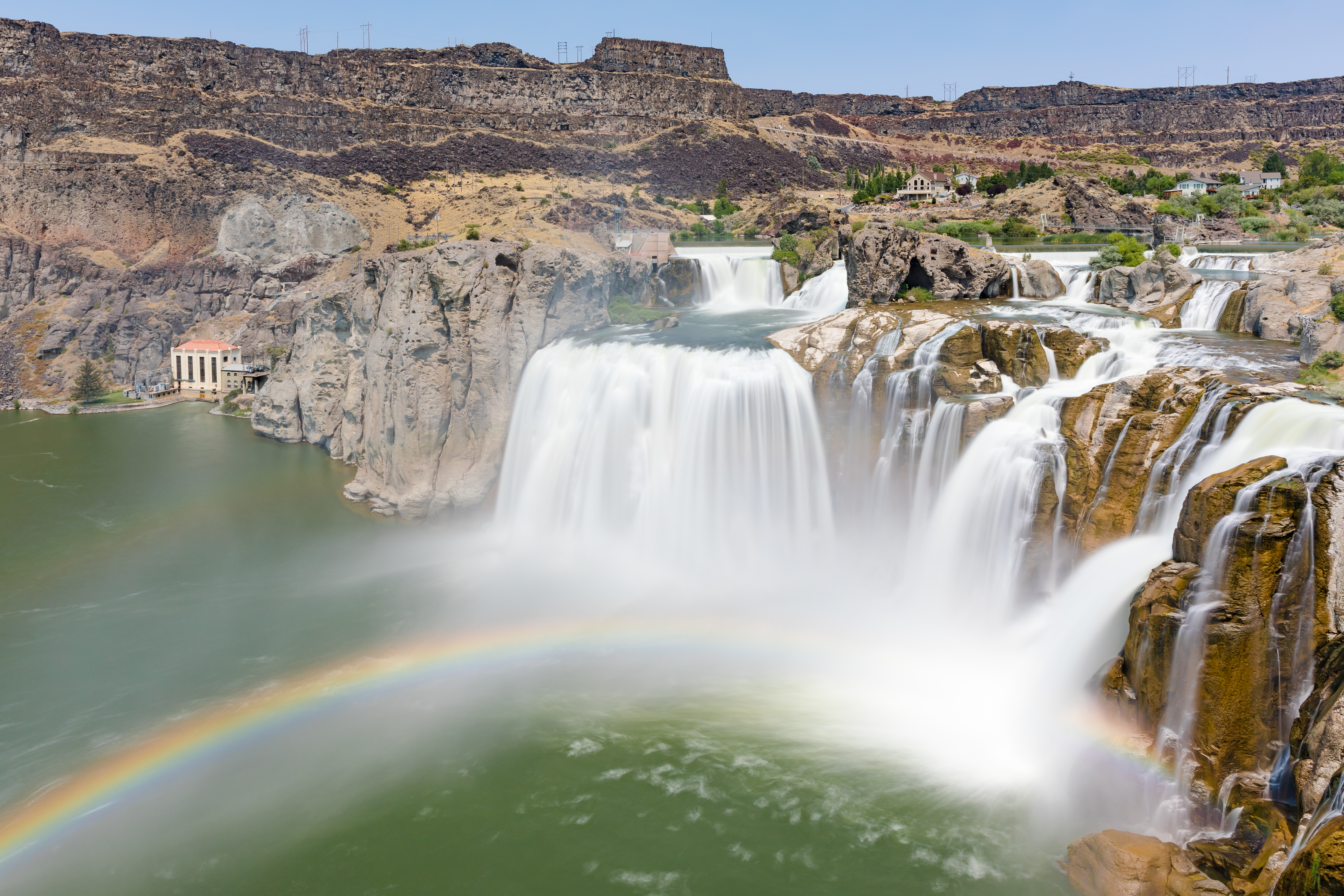
Shoshone Falls in der Nähe von Twin Falls, Idaho

Die Bonneville-Flut ließ die 64 Meter tiefen Shoshone Falls am Snake River Canyon entstehen, die zu den größten Wasserfällen im Nordwesten der Vereinigten Staaten gehören. In dieser Schlucht fließt der Snake River über massive und widerstandsfähige Felsen aus silikatischen Vulkangesteinen. Die Flut formte die Fälle im Snake River Canyon in wenigen Wochen. Das Wasser vertiefte den Snake River bis auf den felsigen Grund und weichere Steine wurden aus den Wänden des Canyons gerissen und über die Ebene des Snake Rivers verstreut. Shoshone Falls wird von einer 24 Meter hohen, durch Erosion geformten Landschaft begrenzt.